# Лафон, Бернадетт
Бернадетт Лафон (фр. Bernadette Lafont; 25 октября 1938 — 25 июля 2013) — французская киноактриса, известная своими ролями в фильмах Французской новой волны.

## Биография
Бернадетт Лафон родилась 25 октября 1938 года в городе Ним на юге Франции. В детстве посещала балетную школу при Оперном театре Нима.
Лафон рано начала сниматься в кино, сыграв свою первую роль в 1957 году в короткометражном фильме Франсуа Трюффо «Шпанята», снятом в её родном городе Ним. На рубеже 1950-60-х годов Лафон стала заметной актрисой Французской новой волны, сыграв в фильмах Клода Шаброля «Красавчик Серж», «Двойной поворот ключа» и «Милашки». Лафон также сыграла в таких значимых фильмах, как «Убийца в спальном вагоне» Коста-Гавраса, «Вор» Луи Маля, «Такая красотка, как я» Франсуа Трюффо и «Мамочка и шлюха» Жана Эсташа.
В 1985 году за работу в фильме Клода Миллера «Дерзкая девчонка» Лафон завоевала премию «Сезар» как лучшая актриса второго плана. В 2003 году Лафон была удостоена почетной премии Сезар за многолетнюю службу на благо французского кино.
В 2009 году Лафон стала офицером ордена Почётного легиона.
Бернадетт Лафон — мать актрисы Полин Лафон (1963—1988), трагически погибшей во время туристического похода 11 августа 1988 года.
Лафон скончалась 25 июля 2013 года в родном городе Ним (Франция).

## Фильмография
- 1957 — Шпанята / Les Mistons
- 1958 — Красавчик Серж / Beau Serge, Le
- 1958 — Ля Тур, берегись! / La Tour, prends garde!
- 1959 — Двойной поворот ключа / À double tour
- 1960 — Лентяй / Tire-au-flanc 62
- 1960 — Милашки / Bonnes femmes, Les
- 1960 — Набрав в рот воды / Eau à la bouche, L '
- 1961 — Ухажеры / Les Godelureaux
- 1962 — Под светом луны в Мобеж / Clair de lune à Maubeuge, Un
- 1962 — Сатана там правит бал / Et satan conduit le bal
- 1964 — Охота на мужчину / La Chasse à l’homme
- 1965 — Бездельники (Кутилы)/ Bons vivants, Les
- 1965 — Полный свет на Станисласа / Pleins feux sur Stanislas
- 1965 — Убийца в спальном вагоне / Compartiment tueurs
- 1967 — Вор / Voleur, Le
- 1967 — Идиот в Париже / Un idiot à Paris
- 1967 — Стены / Falak
- 1969 — Похититель преступлений / Le Voleur de crimes
- 1969 — Невеста пирата / La Fiancée du pirate
- 1971 — Out 1 / Out 1: Noli Me Tangere
- 1971 — Любовь — это весело, любовь — это грустно / Amour c’est gai, l’amour c’est triste, L '
- 1971 — Поймать шпиона / To Catch a Spy
- 1972 — Такая красотка, как я / Une belle fille comme moi
- 1972 — Слишком красивые, чтобы быть честными / Trop jolies pour être honnêtes
- 1973 — Колено / Colinot
- 1973 — Мамочка и шлюха / Maman et la putain, La
- 1975 — Зиг-заг / Zig zig
- 1978 — Виолетта Нозьер / Violette Nozière
- 1981 — Вор / Ladrone, Il
- 1983 — Мыс Каналья / Cap Canaille
- 1984 — Гвендолин / Gwendoline
- 1984 — Облава / Canicule
- 1985 — Дерзкая девчонка / Effrontée, L '
- 1985 — Золотое дно / Pactole, Le
- 1986 — Инспектор Лаварден / Inspecteur Lavardin
- 1987 — Маски / Masques
- 1991 — Динго / Dingo
- 1993 — Алиса Невер / Juge est une femme, Le
- 1994 — Сын Гаскони / Le Fils de Gascogne
- 1997 — Генеалогия одного преступления / Généalogies d’un crime
- 1998 — Бейби бум / Bébés boum
- 1999 — Ничего для Робера / Rien sur Robert
- 2003 — Откройте полиция 3 / Ripoux 3
- 2006 — Как жениться и остаться холостым / Prête-moi ta main
- 2007 — Любовь со словарём / Broken English
- 2008 — Друзья и любовники / Mes amis, mes amours
- 2008 — Нам 18 / Nos 18 ans
- 2012 — Полетта. Во все тяжкие / Paulette
- 2013 — Мой Аттила Марсель / Attila Marcel